# Lycksele landskommun
Lycksele landskommun var en tidigare kommun i Västerbottens län. Kommunkod 1952-1970 var 2420.

## Administrativ historik
När 1862 års kommunalförordningar trädde i kraft den 1 januari 1863 gällde detta inte socknarna i Lappland. Först den 1 januari 1875 bildades Lycksele landskommun i Lycksele socken när kommunalförordningarna började gälla även där.
Den 6 juni 1884 inrättades två municipalsamhällen inom kommunen, Lycksele municipalsamhälle och Lycksele marknadsplats municipalsamhälle. Den 1 januari 1895 bröts Örträsks landskommun ut ur kommunen. Den 29 februari 1924 upplöstes det ena municipalsamhället, Lycksele marknadsplats, medan det andra, Lycksele municipalsamhälle, bröts ut ur kommunen den 1 januari 1929 för att bilda Lycksele köping.
Kommunreformen 1952 påverkade inte indelningarna i området, då varken Västerbottens eller Norrbottens län berördes av reformen.
1968 överfördes till Örträsks landskommun och församling ett obebott område med en areal av 0,02 kvadratkilometer, varav allt land.
1 januari 1971 uppgick landskommunen i Lycksele kommun.

### Kyrklig tillhörighet
I kyrkligt hänseende tillhörde kommunen Lycksele församling tillsammans med staden, och från 1962 också Björksele församling.

## Kommunvapnet
Blasonering: Sköld kvadrerad: 1. och 4. i fält av silver en grön tall, 2. och 3. i grönt fält ett upprest lodjur av silver med röda fläckar och röd beväring.
Detta vapen fastställdes av Kungl. Maj:t den 3 oktober 1947. Se artikeln om Lycksele kommunvapen för mer information.

## Geografi
Lycksele landskommun omfattade den 1 januari 1952 en areal av 5 399,13 km², varav 5 092,65 km² land.

### Tätorter i kommunen 1960
| Tätort           | Folkmängd |
| ---------------- | --------- |
| Kristineberg     | 992       |
| Lycksele, del av | 786       |
| Rusksele         | 272       |
| Björksele        | 259       |

- Tätorten Lycksele låg i både Lycksele stad (5 660 inv.) och Lycksele landskommun (786 inv.)

Tätortsgraden i kommunen var den 1 november 1960 23,9 procent.

## Politik

### Mandatfördelning i valen 1938-1966
| 12 | 11 | 4 |

| 25 |

| 16 | 11 | 3 |

| 30 |

|  | 14 | 12 | 3 |

| 29 |

|  | 15 | 12 | 2 |

| 30 |

|  | 16 | 10 | 3 |

| 29 |

| 16 |  | 10 | 3 |

| 28 |

| 16 |  | 2 | 9 | 2 |

| 28 |

| 14 |  | 3 | 7 | 3 | 2 |

| 29 |